# توم كولمان
توم كولمان (بالإنجليزية: Earl Thomas Coleman)‏ هو محامي وسياسي أمريكي، ولد في 29 مايو 1943 في الولايات المتحدة. حزبياً، نشط في الحزب الجمهوري. وقد في انتخابات مجلس النواب الأمريكي 1990 ‏، انتخب عضو مجلس النواب الأمريكي عن دائرة Missouri's 6th congressional district ‏ وقد انضم خلال فترته النيابية ‏ (3 يناير 1991 – 3 يناير 1993)  للكتلة البرلمانية الحزب الجمهوري وانتخب عضو مجلس نواب ولاية ميسوري وانتخب عضو مجلس النواب الأمريكي.